# Grigorij Ivanovič Čertkov
Grigorij Ivanovič Čertkov (San Pietroburgo, 3 agosto 1828 – San Pietroburgo, 4 maggio 1884) è stato un generale russo.

## Biografia
Era il figlio del colonnello Ivan Dmitrievič Čertkov, e di sua moglie, la baronessa Elena Grigor'evna Stroganova, ed era nipote dello storico Aleksandr Dmitrievič Čertkov.

## Carriera
Dopo essersi diplomato nel 1846, iniziò la sua carriera come cornetta delle Life Guards. Nel 1853, con il grado di capitano, fu nominato ala ausiliaria di Sua Maestà Imperiale. Fu promosso colonnello nel 1859 e all'inizio del 1861 fu nominato comandante del IV battaglione imperiale.
Con questo battaglione prese parte alla soppressione dell'insurrezione polacca e fu promosso a maggiore generale. Nel 1867 fu nominato comandante delle Life Guards del reggimento Preobrazhensky e nel 1870 fu aiutante generale di Sua Maestà Imperiale.
Nel settembre dello stesso anno fu nominato capo della Brigata d'artiglieria, e nel marzo 1871 fu promosso a tenente generale. Nell'aprile del 1872 fu nominato vicedirettore della I divisione di fanteria, che fu poi comandata dal futuro imperatore Alessandro III.
Il 17 novembre 1874, fu nominato Assistente di Sua Altezza Imperiale. Nel febbraio 1877 fu nominato capo della divisione di fanteria, ma a causa di una malattia si dimise e andò a Vienna dove gli dovettero amputargli una gamba. Quattro anni dopo, lo stesso destino è toccato all'altra gamba. Dopo l'amputazione delle gambe a causa della gangrena, ha continuato a lavorare a casa, fungendo da presidente del comitato principale.

## Matrimonio
Nel 1851 sposò Elizaveta Ivanovna Kruglikova (1832-1922), figlia di Ivan Gavrilovič Kruglikov. Ebbero tre figli:
- Grigorij Grigor'evič (15 dicembre 1852-29 novembre 1868);
- Vladimir Grigor'evič (22 ottobre 1854-11 novembre 1936), sposò la scrittrice e giornalista Anna Konstantinovna Diterikhs;
- Mikhail Grigor'evič (22 ottobre 1856-12 marzo 1866).

## Morte
Morì il 4 maggio 1884 a San Pietroburgo per insufficienza cardiaca. Fu sepolto nel cimitero di Tikhvin di Alexander Nevsky Lavra.
Secondo i contemporanei, era semplice e di larghe vedute. Lasciò una ricca biblioteca contenente oltre 12.000 volumi.